# Intramurale zorg
Intramurale zorg (letterlijk: zorg binnen de muren) is gezondheidszorg die gedurende een onafgebroken verblijf van meer dan 24 uur geboden wordt in een zorginstelling, zoals een ziekenhuis, verpleeghuis, verzorgingshuis of een instelling voor mensen met een verstandelijke beperking. De geboden zorg kan bestaan uit begeleiding, verzorging en/of behandeling.
Complementair hieraan is extramurale of ambulante zorg. Hieronder verstaat men zorg die de zorgvrager op afspraak in de praktijk van de hulpverlener krijgt, of die de hulpverlener bij de cliënt aan huis levert. 
Er zijn nog enkele begrippen die hiermee gerelateerd zijn:
- Semimurale zorg wordt geboden in bijvoorbeeld een beschermde woonvorm, een dagverblijf of een gezinsvervangend tehuis.
- Transmurale zorg of ketenzorg is multidisciplinaire zorg die geleverd wordt door meerdere hulpverleners, doorgaans geboden door verschillende zorgaanbieders, volgens een onderling afgestemd plan.

## Nederlandse situatie
In Nederland worden de "muren" tussen deze vormen van zorg sinds de jaren negentig minder hoog en duidelijk; in jargon heet dit ontschotten. Er wordt bijvoorbeeld door de indicatiecommissies niet zozeer een indicatie afgegeven voor een voorziening, maar voor een functie, zoals behandelen, begeleiden of verzorgen.
Lange tijd was er een groot verschil in de wijze van financiering, maar ook dit is aan het veranderen; ook de AWBZ wordt overigens geadministreerd door de ziektekostenverzekeraars. 
Dwangmaatregelen mogen op dit moment alleen in een instelling met psychiatrische klinieken met BOPZ-erkenning plaatsvinden, maar een wet is in voorbereiding waarin dit niet meer gekoppeld is aan de vorm van de zorg.

### Zorg voor mensen met een beperking
Eerder waren instellingen voor mensen met een verstandelijke beperking groot en boden alles wat nodig was, terwijl mensen in een gezinsvervangend tehuis daarnaast gebruik maakten van een dagverblijf en de reguliere gezondheidszorg. Tegenwoordig wonen ook de intramurale cliënten in kleine groepen en maken gebruik van diensten in de samenleving of bezoeken een dagverblijf; terwijl thuiswonende mensen een beroep doen op de mogelijkheden van de instelling.

### Ouderenzorg
In de ouderenzorg is het verschil tussen verzorgingscentrum en verpleeghuis veel kleiner dan vroeger. In de jaren zeventig waren bejaardenhuizen nog bestemd voor gezonde ouderen en verpleeghuizen voor zieken of voor mensen met een beperking. De bejaardenoorden zijn nu woon- en zorgcentra, die niet zelden ook enkele bedden voor mensen met een verpleeghuis-indicatie hebben. Meestal is er dan contact met een verpleeghuisarts die de zorg van de huisarts kan ondersteunen. Anderzijds hebben deze zorgcentra vaak ook een functie voor ouderen in de buurt en kunnen al dan niet in aanleunwoningen wonende bejaarden een beroep doen op zorgverlening, bijvoorbeeld in de vorm van maaltijdverstrekking, badbeurten, een alarmsysteem en dergelijke. Anno 2015 wordt het aantal verzorgingscentra sterk teruggebracht. Zorgbehoevende ouderen dienen langer thuis te blijven wonen en meer dan voorheen een beroep te doen op mantelzorg en algemene voorzieningen waarvoor niet meer de centrale overheid maar de gemeente verantwoordelijk is.

### Psychiatrie
In de psychiatrische zorgverlening functioneren zogenoemde 'transmurale teams'. Ze behandelen en begeleiden patiënten door de hele psychiatrische zorgketen en geven dus zowel thuiszorg als intensieve zorg in een kliniek als dat tijdelijk nodig is.

### Ketenzorg
De somatische zorg in het algemeen ziekenhuis is de laatste decennia steeds verder beperkt tot die mensen die klinische behandeling behoeven. De ligduur is veel korter dan vroeger. Men spreekt van ketenzorg; de zorg wordt steeds vaker geleverd door thuiszorg, huisarts en polikliniek. Wanneer iemand moet revalideren na een botbreuk of anderszins verzorging nodig heeft, wordt sneller dan vroeger een beroep gedaan op de kortverblijfafdeling van een verpleeghuis of verzorgingshuis.